# Konståret 1905

## Händelser

### Okänt datum
- Art Deco-rörelsen börjar i Frankrike.
- Konstgruppen Brücke bildas i Tyskland.
- Léon Bonnat efterträder Paul Dubois som direktör för Ecole des Beaux Arts.
- Alfred Stieglitz och Edward Steichen öppnar konstfotogalleriet Little Galleries of the Photo-Secession (senare känd som 291) på Fifth Avenue i New York.
- Museet Gibbes Museum of Art öppnar i Charleston, South Carolina.
- Konst och författargruppen Noor-Eesti startar i Estland.
- The Swedish-America Art Association bildades i Chicago.

## Priser och utmärkelser
- Dekorationsmålaren Carl Grabow tilldelas Litteris et Artibus.

## Verk
- Henri Matisse – La Raie Verte.

## Födda
- 21 januari – Christian Dior (död 1957), fransk modeskapare.
- 29 januari – Barnett Newman (död 1970), amerikansk målare.
- 1 februari – Doris Lee (död 1983), amerikansk målare.
- 6 april – Andrée Ruellan (död 2006), amerikansk målare.
- 8 april – Hans Scherfig (död 1979), dansk författare och bildkonstnär.
- 9 mars – Félix Labisse (död 1982), fransk målare och designer.
- 11 april – Tristram Hillier (död 1983), engelsk målare.
- 5 maj – Floyd Gottfredson (död 1986), amerikansk serietecknare.
- 12 maj – Leonard Bahr (död 1990), amerikansk porträttmålare och illustratör.
- 14 maj – Antonio Berni (död 1981), argentinsk målare och grafiker.
- 15 maj – Albert Dubout (död 1976), fransk konstnär och illustratör.
- 7 juni – Simon Sörman (död 1963), värmländsk konstnär och professor vid Konsthögskolan.
- 9 juni – Olle Nordberg (död 1986), svensk konstnär.
- 24 juni – Rex Whistler (död 1944), engelsk målare.
- 6 juli – Juan O'Gorman (död 1982), mexikansk målare och arkitekt.
- 8 juli – Leonid Amalrik (död 1997), rysk animatör.
- 11 juli – Ragnar Person (död 1993), svensk konstnär.
- 20 juli – Gertrud Lönegren (död 1970), svensk keramisk formgivare.
- 8 augusti – Doris Ahnsjö (död 1984), svensk målare.
- 11 augusti – Eric Linné (död 1995), svensk tecknare, målare och teckningslärare.
- 25 augusti – Jan-Erik Garland, Rit-Ola, (död 1988) svensk serietecknare, bland annat skapare av Biffen och Bananen.
- 20 september – Anna-Lisa Thomson (död 1952), svensk målare och keramiker.
- 14 oktober – Ruth Bernhard (död 2006), amerikansk fotograf.
- 24 oktober – Friedl Holzer-Kjellberg (död 1993), finländsk keramiker.
- 25 oktober – Björn von Rosen (död 1989), svensk greve, poet och konstnär.
- 1 november – Paul-Émile Borduas (död 1960), kanadensisk målare.
- 3 november – Lois Mailou Jones (död 1998), amerikansk målare.
- 13 november – Einar Luterkort (död 1981), svensk konstnär, skulptör och tecknare.
- 18 december – Kjell Löwenadler (död 1993), svensk konstnär (landskaps- och porträttmålare).
- 22 december – James Amos Porter (död 1970), amerikansk målare och konsthistoriker.
- 22 december – Abdurrahim Buza (död 1987), albansk målare.

## Avlidna
- 13 januari – Robert Swain Gifford (född 1840), amerikansk landskapsmålare.
- 19 januari – George Henry Boughton (född 1834), engelsk-amerikansk målare.
- 23 januari – Robert Brough (född 1872), skotsk målare.
- 23 januari – Rafael Bordalo Pinheiro (född 1846), portugisisk målare, skulptör och karikatyrtecknare.
- 1 februari – Oswald Achenbach (född 1827), tysk landskapsmålare.
- 9 februari – Adolph von Menzel (född 1815), tysk målare och gravör.
- 14 februari – Carl Eneas Sjöstrand (född 1828), svensk skulptör.
- 1 mars – Jean-Baptiste Claude Eugène Guillaume (född 1822), fransk skulptör.
- 3 mars – William Brassington (född 1837), nyzeeländsk skulptör.
- 7 mars – Gabriel-Jules Thomas (född 1824), fransk skulptör.
- 4 april – Constantin Meunier (född 1831), belgisk målare och skulptör.
- 23 maj – Paul Dubois (född 1829), fransk målare och skulptör.
- 23 juli – Jean-Jacques Henner (född 1829), fransk målare.
- 18 augusti – Albert Edelfelt (född 1854), finländsk målare.
- 19 augusti – William-Adolphe Bouguereau (född 1825), fransk målare.
- 2 oktober – Alexander Seik (född 1824), tjeckisk målare och fotograf.
- 8 november – Victor Borisov-Musatov (född 1870), rysk målare.
- 17 november – Gustave Crauk (född 1827), fransk skulptör.
- 4 december – Henry Hugh Armstead (född 1828), engelsk skulptör och illustratör.